# Powiat Lidzbarski
Der Powiat Lidzbarski ist ein Powiat (Kreis) im nordwestlichen Teil der polnischen Woiwodschaft Ermland-Masuren mit der Kreisstadt Lidzbark Warmiński. Der Powiat zählt etwa 42.000 Einwohner auf einer Fläche von 924,42 km².

## Geografie
Der Powiat Lidzbarski wird im Uhrzeigersinn von den Powiaten Bartoszyce im Nordosten, Olsztyn, Ostróda, Elbląg sowie Braniewo umschlossen.
Sein Gebiet ist nicht identisch mit dem früheren Landkreis Heilsberg.

## Einwohnerentwicklung
Die Einwohnerentwicklung des Powiat Lidzbarski:
1995: 46.058
2000: 43.538
2005: 43.181

## Gemeinden
Der Powiat Lidzbarski umfasst fünf Gemeinden, davon eine Stadtgemeinde und eine Stadt-und-Land-Gemeinde, deren gleichnamiger Hauptort auch das Stadtrecht besitzt, sowie drei Landgemeinden:
Einwohnerzahlen vom 31. Dezember 2020
Stadtgemeinde:
- Lidzbark Warmiński (Heilsberg) – 15.489

Stadt-und-Land-Gemeinde:
- Orneta (Wormditt) – 11.816

Landgemeinden:
- Kiwity (Kiwitten) – 3252
- Landgemeinde Lidzbark Warmiński – 6729
- Lubomino (Arnsdorf) – 3566

## Kreispartnerschaften
Mit dem deutschen Landkreis Emsland (seit 2004),  mit Bagrationowsk (Preußisch Eylau) und dem Rajon Bagrationowsk ist der Powiat Lidzbarski partnerschaftlich verbunden.